# Tribolodon
Tribolodon – rodzaj ryb z rodziny karpiowatych (Cyprinidae).

## Zasięg występowania
Azja Wschodnia, północno-zachodni Pacyfik, Japonia i Rosja. Zasiedla wody każdego typu.

## Klasyfikacja
Gatunki zaliczane do tego rodzaju:
- Tribolodon brandtii – ugaj[3], uhaj[3]
- Tribolodon ezoe
- Tribolodon hakonensis
- Tribolodon nakamurai
- Tribolodon sachalinensis

Gatunkiem typowym jest Tribolodon punctatus.